# Wyspa Niska
Wyspa Niska (norw. Lågøya, ang. Low Island) – wyspa w archipelagu Svalbard (Norwegia), znajdująca się na północny zachód od Ziemi Północno-Wschodniej. Obszar wyspy wynosi około 103,5 km². Wyspa należy do rzadko odwiedzanych.